# Отдамся в хорошие руки
«Отдамся в хорошие руки» («Догнать брюнетку») — российский фильм 2008 года, дебютная работа выпускницы ВГИКа режиссёра Натальи Новик.
Фильм снят по роману американской писательницы Тамы Яновиц «На прибрежье Гитчи-Гюми» 200 года («By the Shores of Gitchee Gumee»), но место действия перенесено в Крым, а американские реалии перенесены в русско-украинские, с адекватным первоисточнику сохранением юмора.

## Сюжет
Крым. В заброшенном кафе на берегу моря живёт Маша Солнцева (17 лет) и её братья Альберт (20 лет) и Леопольд (6 лет) с китайской хохлатой собачкой Лали. Их мама уехала с новым любовником в Москву, и груз забот о братьях лёг на плечи Маши. Маша умна, остроумна, предприимчива, склонна к авантюрам. Она никогда не унывает. Маша работает на рынке, у неё проблемы с милицией и соседями.
В неё влюбляется Андрей — приехавший на лето студент, но она его отвергает, так как мечтает совсем о другой жизни. Больше всего на свете Маше хочется вырваться из этой обыденности, она хочет другой жизни.
Попав в нелепую криминальную историю благодаря отчиму, который попытался ограбить инкассаторов винзавода, случайно взорвав его, Маша вместе с братьями пускаются в бега — в Москву, за лучшей жизнью, за мамой… Их преследуют парочка милиционеров-недотёп, к тому же влюблённых в Машу, семейка безбашенных соседей во главе с суровым папашей, и, пока ей ненужный, Андрей, к которого они «позаимствовали» машину.
В пути они то и дело попадают в невероятные комические ситуации пока наконец-то не доберутся до Москвы.

## В ролях
- Екатерина Кудринская — Маша Солнцева («брюнетка»)
- Алексей Сидоров — Альберт Солнцев
- Михаил Процько — Леопольд, младший брат Маши
- Денис Никифоров — Андрей Семисынов
- Марат Башаров — Эдик Бауров
- Петр Томашевский — Ильдар Фаткулин, лейтенант
- Митя Лабуш — лейтенант Сорокин
- Виталий Хаев — Юрий Рожановский
- Виктория Романенко — Олеся Рожановская
- Евгений Сахаров — сын Рожановского
- Алексей Соболев — сын Рожановского
- Евгений Коряковский — Марсель, француз
- Павел Абраменков — Максим
- Алексей Горбунов — байкер
- Александр Лыков — погранец
- Наталья Коляканова — хозяйка отеля
- Мария Сокова — инкассатор
- Денис Ясик — милиционер
- Рената Литвинова — мама (появляется в фильме только голосом и фотографией)

## Съёмки
Съёмки фильма велись в Крыму, а именно: Симеиз, Кацивели, дача графини Паниной в Гаспре, окраины Симферополя, трасса между Феодосией и Орджоникидзе.

## Критика
Александр Лысый в своей книге «Литературный киноглаз» отнёс фильм к жанру «постсоветского гламура». Стас Тыркин, кинокритик «Комсомольская Правда», назвал фильм удачным дебютом:

Дебютантка Новик самовыразилась, сняв честное коммерческое кино — нестыдное для автора и приятное для публики. Сценарные огрехи компенсирует свежесть открытых молодым режиссером лиц и пейзажей, мелькающих за окном авто. Герои этого неутомительного роуд-муви по старинной традиции стремятся в Москву. Но столицы нашей Родины мы не увидим. За это отдельное спасибо режиссеру, возвращающей нашему клаустрофобски засевшему в столице кино, дыхание бескрайних (мало)российских просторов.

## Фестивали
- 2008 — XXX Московский международный кинофестиваль — участие в программе «Кинодебют.ru»[4].
- 2008 — IV Кинофестиваль для животных-киноактёров «Золотой клык» — Приз собаке Лали в категории «Лучший каскадёр».